# Urania boisduvalii
Urania boisduvalii é uma mariposa, ou traça, neotropical diurna da família Uraniidae, endêmica de Cuba (nas Antilhas, América Central). Foi classificada por Félix Édouard Guérin-Méneville, em 1829, em homenagem ao naturalista e entomólogo Jean-Baptiste Alphonse Dechauffour de Boisduval.[carece de fontes?] Suas lagartas se alimentam de plantas do gênero Omphalea e das espécies Omphalea hypoleuca e Omphalea trichotoma (família Euphorbiaceae). Ela é aparentada com Chrysiridia rhipheus, conhecida por Rainha-de-Madagáscar e considerada a mariposa mais bonita do mundo.

## Descrição e hábitos
Urania boisduvalii não apresenta grande dimorfismo sexual entre macho e fêmea. Possui, vista por cima, tom geral enegrecido, com manchas esverdeadas e brilhantes atravessando, em riscas, suas asas anteriores. Nas asas posteriores a tonalidade tende para o azul-celeste, com uma característica área de escamas de mesma coloração, tornando-se gradativamente esverdeada e formando uma larga faixa paralela ao abdome do inseto; com longas caudas, em cada asa posterior, de coloração negra. O lado de baixo apresenta coloração mais azulada e esverdeada.
Adultos de Urania boisduvalii são ativos em todas as horas do dia, se alimentando de néctar floral nas horas da manhã. Costumam perseguir outros insetos, em voos de curta duração e, em grupos de até quatro insetos, o macho produz emissões acústicas, que são audíveis para os seres humanos, sendo sempre o macho quem realiza as perseguições. Ele pousa até outro intruso aparecer; num provável comportamento de territorialidade. Em comprotamento de cortejo, um macho persegue uma fêmea por muito mais tempo do que na territorialidade. A maior abundância de indivíduos ocorre em junho e agosto, enquanto que em fevereiro os horários com maior abundância são aqueles em que a temperatura do ar é maior; encontrando-se esta espécie até os 1.900 metros de altitude, em Sierra Maestra.